# The Origin of Consciousness in the Breakdown of the Bicameral Mind
The Origin of Consciousness in the Breakdown of the Bicameral Mind är en bok av Julian Jaynes, utgiven 1976, i vilken han presenterar en teori om att den mänskliga hjärnans funktioner till för cirka 3 000 år sedan varit uppdelade i "styrande" och "lydande" funktioner. Därefter skall denna uppdelning ha börjat bryta samman. Jaynes argument är hämtade från både historiska texter, i vilka han söker påvisa beskrivningar av beteenden som kan förklaras med en så kallad bikameral hjärna, och jämförelser med bland annat idag levande människor med schizofreni.
Ang. "bikameral" se bicameralism (psychology) (engelska Wikipedia).
Teorin kan möjligen relateras till Nietzsche, men har inte vunnit något stöd inom den etablerade psykologin.[källa behövs]